# Platanistas
En Grèce antique, Platanistas (en grec ancien ὁ Πλατανιστάς / ho Platanistás, littéralement « endroit planté de platanes ») était un quartier de Sparte où se déroulaient plusieurs rituels de l'éducation spartiate ainsi que différentes cérémonies religieuses.

## Description

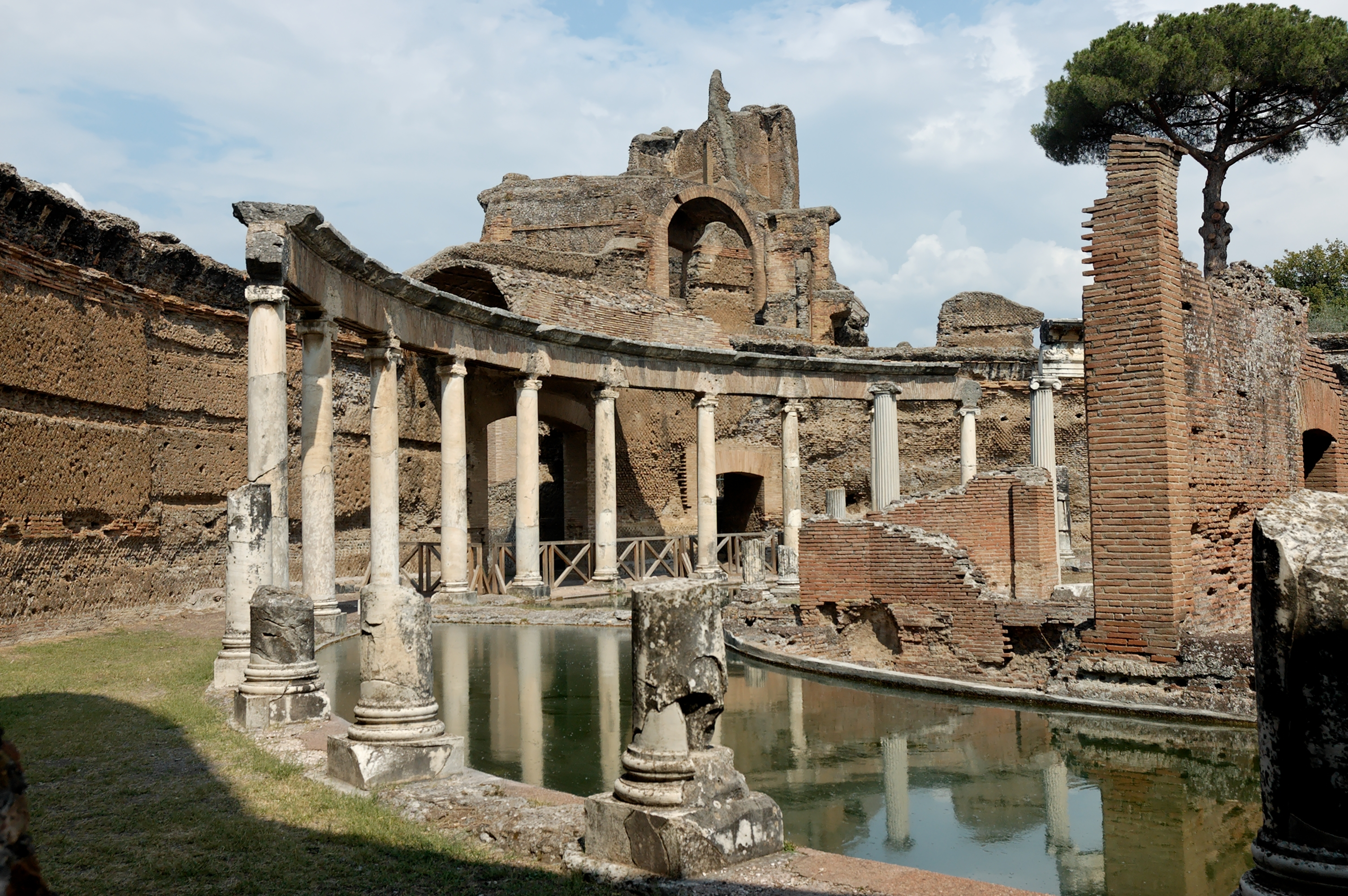
Le « théâtre maritime » de la Villa d'Hadrien, un complexe similaire à celui du Platanistas

Selon Pausanias, Platanistas est situé non loin du Dromos (littéralement, « la piste de course », où se trouvent les principales installations athlétiques de Sparte), entre le théâtre et l'enceinte de la cité. Un héroôn (sanctuaire de héros) consacré à Cynisca, fille d'Archidamos II et sœur d'Agis II et d'Agésilas II, se trouve également à proximité.
L'endroit est fermé par une haie ininterrompue de hauts platanes, elle-même entourée par un canal qui crée une sorte d'île artificielle,. Deux ponts y donnent accès depuis l'extérieur ; l'un est orné de la statue d'Héraclès et l'autre, de celle de Lycurgue.

## Le combat d'éphèbes
Platanistas est le théâtre d'un combat rituel qui voit s'affronter deux groupes d'éphèbes. Avant la cérémonie, ceux-ci se rassemblent de nuit au Phoibaion, un sanctuaire situé près de Thérapné, pour sacrifier chacun un chiot noir à Ényalios, dieu de la guerre assimilé à Arès. Ils organisent ensuite un combat de sangliers ; la victoire de son animal est un heureux présage. Quelque temps plus tard, probablement le matin qui précède le combat, les éphèbes sacrifient à Achille, dans son héroôn sur la route de l'Arcadie. Le soir même, ils tirent au sort le pont par lequel ils entreront à Platanistas.
Le jour de la cérémonie, les deux groupes pénètrent dans l'îlot un peu avant midi. Pausanias note :
« Là, se livre à coups de poing, à coups de pied, un violent combat; on cherche à s'entre-arracher les yeux, on se mord, on se presse corps à corps : une troupe tombe sur l'autre, et chacun s'efforce de pousser dans l'eau son adversaire. »
De son côté, Lucien de Samosate écrit : 
« Séparés en phalanges, nus comme nos athlètes, ils s'attaquent en ennemis et se battent jusqu'à ce que l'un des deux partis ait chassé l'autre de cette enceinte, que la faction d'Hercule, par exemple, ait obligé celle de Lycurgue à se jeter dans l'eau. De ce moment la paix renaît entre eux, et personne ne porte un seul coup. »
Cicéron témoigne de même :
« J'y ai vu moi-même des troupes de jeunes gens acharnés à se battre les uns contre les autres à coups de poing et de pied, s'entre-déchirer des dents et des ongles avec une opiniâtreté incroyable, et mourir enfin plutôt que de s'avouer vaincus. »